# A tutto volume
A tutto volume è stato un programma televisivo italiano di approfondimento culturale, trasmesso in seconda serata prima su Italia 1 dal 1992 al 1994 e infine su Canale 5 nella stagione 1994-1995.

## Il programma
La trasmissione trattava di temi culturali e in particolare di libri. Nel programma veniva presentata la classifica dei dieci libri più venduti (realizzata dall'Istituto Adhoc-Gpf). Vi erano anche delle videoclip tematiche di approfondimento sui libri appena usciti.
Le prime due edizioni del programma, dall'autunno 1992 alla primavera 1994, andarono in onda su Italia 1 il lunedì sera alle ore 23:30, con la conduzione di Alessandra Casella. 
L'ultima edizione venne trasmessa su Canale 5, a partire dal 6 novembre 1994, la domenica sera alle 23:30 ed era condotta da Daria Bignardi (con David Riondino come inviato) .